# 橙麗鮨
橙麗鮨，為輻鰭魚綱鱸形目鱸亞目鮨科的其中一種，分布於西南太平洋的挑戰者深淵海域，棲息深度102-604公尺，體長可達25.7公分，為深海底棲性魚類，屬肉食性，生活習性不明。

## 擴展閱讀
維基物種上的相關：橙麗鮨